# Tomorrowland (festival)
Tomorrowland is een grootschalig Belgisch outdoor dance-evenement in De Schorre in Boom georganiseerd door WEAREONE.world, een onderneming van de broers Michiel en Manu Beers en tot eind 2013 een joint venture met het Nederlandse bedrijf ID&T. Na de overname van ID&T door het Amerikaanse bedrijf SFX kochten de gebroeders Beers in 2013 zelf de aandelen van hun voormalige partner op waarmee ze zelf enige eigenaar werden van de organisatie. Het evenement vindt sinds 2005 jaarlijks in de zomer plaats op het domein De Schorre dat hiervoor volledig gedecoreerd wordt. Sinds 2017 zijn er twee weekenden na elkaar. Het bezoekersaantal groeide van 9000 in de beginjaren tot 400.000 sinds 2017. In 2012 werd Tomorrowland verkozen tot beste dancefestival ter wereld.

## Kenmerken
Tomorrowland draait rond elektronische muziek, maar laat op de verschillende podia diverse subgenres aan bod komen. 
De vaste DJ's van Tomorrowland zijn het Belgische duo Dimitri Vegas & Like Mike. Daarnaast hebben er internationale dj's opgetreden, onder wie Hardwell, Tiësto, Armin van Buuren, David Guetta, Oliver Heldens, Martin Garrix, Avicii (van 2011 tot 2015) en Afrojack.
In 2006 waren er tien verschillende area's (sectoren) op Tomorrowland en sinds 2013 bestaat het festival uit 15 podia. Er wordt veel aandacht besteed aan decors en podia en er wordt een sprookjesachtige sfeer gecreëerd. Vuurwerk, visuele effecten, thematische podia waar maanden of zelfs jaren door een heel team aan gewerkt wordt, watervallen, verlichte fonteinen en  verklede figuranten vervolledigen de sfeer. 
Het festival bestaat uit twee delen: het campingfestival en het eigenlijke festival. Wie op de camping DreamVille verblijft, die plaats biedt aan 38.000 kampeerders, kan naar het campingfestival The Gathering gaan, de avond voor het eigenlijke festival. Tomorrowland wordt afgesloten met een grote vuurwerkshow.
Tienduizenden bezoekers vanuit de hele wereld zakken af naar het festival, er worden hiervoor speciale feestvluchten en treinen ingelegd. Tomorrowland biedt Global Journey pakketten aan voor buitenlandse bezoekers met vlucht, trein of bus, overnachting  en een weekendticket voor Tomorrowland inbegrepen. Er worden voor de internationale gasten welkomstactiviteiten georganiseerd in Brussel en Antwerpen.
De Pearl is de officiële munteenheid van Tomorrowland. Bezoekers worden People of Tomorrow genoemd. 

## Geschiedenis

### 2005

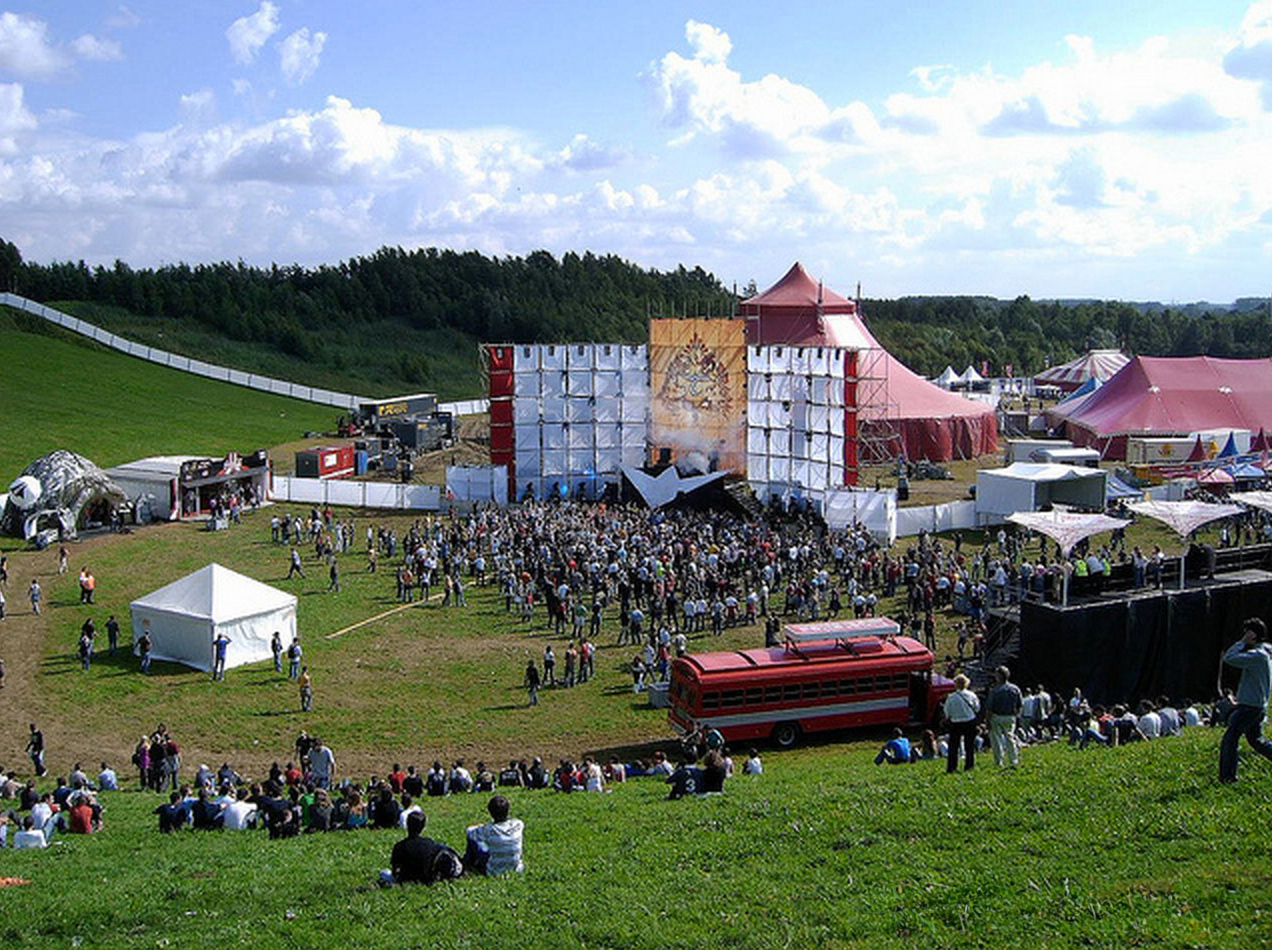
Tomorrowland 2005

De eerste editie van het festival vond in 2005 plaats op zaterdag 14 augustus. Enkele grote namen waren: Push (M.I.K.E.), Armin van Buuren, Ferry Corsten, Mark Norman, Yves Deruyter, Technoboy, Coone, Bartos. Er waren ongeveer 9500 bezoekers.

### 2006
Op zondag 30 juli 2006 vond de tweede editie plaats. De bezoekers die kampeerden, konden op zaterdagavond nog naar het kleinere campingfestival op het terrein gaan. De bekendste namen waren: Armin van Buuren, David Guetta, Mark Norman, Fred Baker, Zany, Ruthless, Marco Bailey. De dj en producer Paul Oakenfold stond ook aangekondigd op de affiche, maar heeft op het laatste moment afgezegd, hij was op dat moment op tournee met Madonna. Dit was tevens de eerste editie waar Versuz aanwezig was. Emjay, de producer van Stimulate, het anthem van 2006, trad met de Atari Babies op het hoofdpodium op.

### 2007

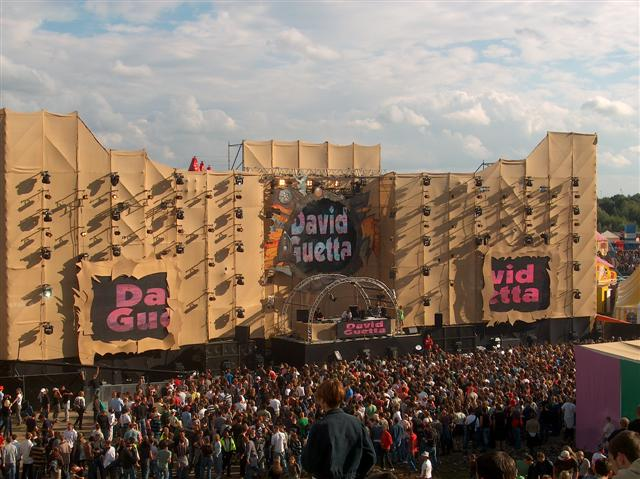
Tomorrowland 2007

Bij de derde editie, in 2007, vulde het festival voor het eerst twee dagen. Het vond plaats op zaterdag 28 en zondag 29 juli. Voor het eerst trok het ook buitenlandse bezoekers, vooral Nederlanders, Fransen, Duitsers en Britten. Er werd uitgebreid naar negen podia. 

### 2008

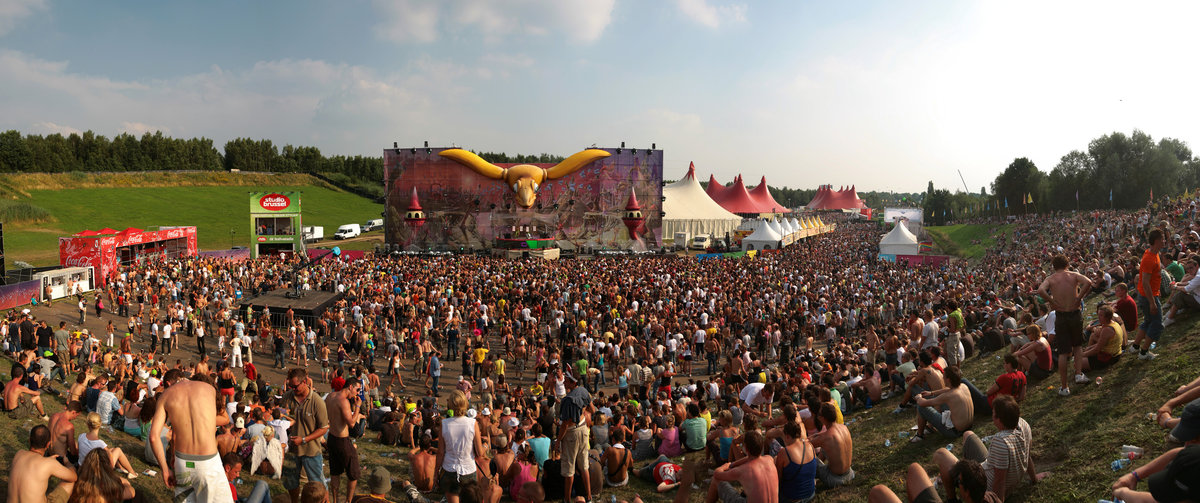
Tomorrowland 2008

In 2008 vond het festival plaats op zaterdag 26 en zondag 27 juli. Opnieuw werd gekozen voor een tweedaags festival. Bij de vierde editie van Tomorrowland draaiden er voor het eerst meer dan honderd dj's. Het bezoekersaantal oversteeg dan ook voor het eerst de 50.000.

### 2009

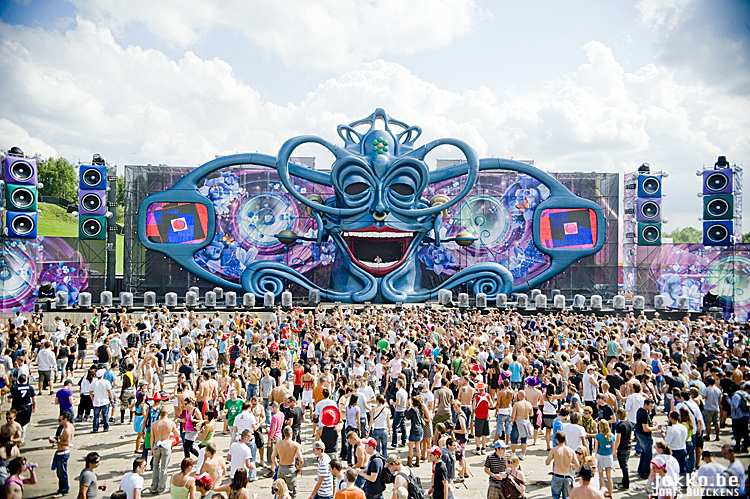
Tomorrowland 2009

Voor de vijfde editie zorgde ID&T voor nog meer podia, een skipiste, en veel meer. Zo was er onder meer een 'I love the 90's'-podium, waar bekende namen (Push, Natural Born Deejays, Scooter, Sash!, Netsky) uit de dancewereld aanwezig waren. Alsook kreeg La Rocca voor het eerst een plaatsje. Als special-act op de main stage was er Moby. Tomorrowland 2009 vond plaats op zaterdag 25 juli en zondag 26 juli en lokte meer dan 90.000 festivalgangers, bijna een verdubbeling van het bezoekersaantal in 2008.

### 2010
De zesde editie van Tomorrowland vond plaats op 24 en 25 juli 2010 en was de eerste editie die meer dan een maand voor het evenement volledig uitverkocht was, met een bezoekersaantal van 120.000 en een camping met 25.000 plaatsen. Het groeide wederom een derde sinds de vorige editie. Het evenement werd live op Studio Brussel uitgezonden, dit op beide dagen. Door het tragische ongeval op de Love Parade kwam er echter voor de organisatie een enorme druk op de schouders te liggen, aangezien de Love Parade in hetzelfde weekend plaatsvond. De media vergeleken steeds beide evenementen met elkaar, maar dankzij de grote voorzorgsmaatregelen die ID&T had genomen was Tomorrowland 2010 wederom één groot en veilig feest. Met 14 podia die dagelijks konden verschillen van uitbater, was er een heel grote variatie in stijlen van dancemuziek te vinden.
Enkele namen van de affiche: David Guetta, Swedish House Mafia, DJ Chuckie, Armin van Buuren, Dada Life en Roger Sanchez.

### 2011
De zevende editie van Tomorrowland vond plaats op 22, 23 en 24 juli 2011. Het was de eerste keer dat het festival drie dagen te bewonderen was. Op vrijdag 22 juli werd de avond afgesloten door Swedish House Mafia. Zaterdag 23 juli was de headliner Tiësto en op zondag 24 juli mocht 2 Many DJs het festival afsluiten. Sinds deze editie geldt er omwille van de alcoholwetgeving een minimum leeftijdsgrens van 18 jaar (in het jaar van het festival). 
Andere bekende artiesten die door de organisator ID&T voorgesteld zijn: Avicii, Adam Beyer, Above & Beyond, Basto, Carl Cox, De Jeugd van Tegenwoordig, Fedde le Grand, Ferry Corsten, Sander van Doorn, David Guetta, Markus Schulz, Paul van Dyk, Faithless en Cosmic Gate.

### 2012
Tomorrowland werd gehouden op 27, 28 en 29 juli. De 80.000 kaarten voor Belgische inwoners waren in de voorverkoop binnen een dag volledig uitverkocht. De overige kaarten die 7 april in de verkoop gingen waren binnen enkele seconden uitverkocht met uitzondering van de Magical Friday Pass. Dit waren er 100.000. De verkooprecords van een jaar eerder zijn hiermee verbroken en het was het toen snelst uitverkochte festival in België.
Enkele bekende artiesten die dit jaar optraden zijn: Avicii, Headhunterz, Fatboy Slim, Dimitri Vegas & Like Mike, Swedish House Mafia, Carl Cox, Paul van Dyk, Skrillex, Afrojack, Hardwell, Bingo Players, David Guetta en Steve Aoki.
Dit jaar werd het festival live uitgezonden op YouTube.
De editie van 2012 ging in de pers niet onopgemerkt voorbij door een aantal controverses. Een bezoeker van het festival beweerde mishandeld te zijn door de beveiliging. Na de feiten gaf een bewakingsfirma de schuld aan een tweede bewakingsfirma. Verder stierf er een jonge vrouw uit Liverpool aan een overdosis drugs op haar hotelkamer nadat ze het festival bezocht had.
Er werd door 2 festivalgangers een klacht ingediend tegen Tomorrowland. Zij beweerden dat ze verblind werden door een laser die uit het podium recht in hun ogen werd geschenen. ID&T werd onschuldig bevonden.

### 2013

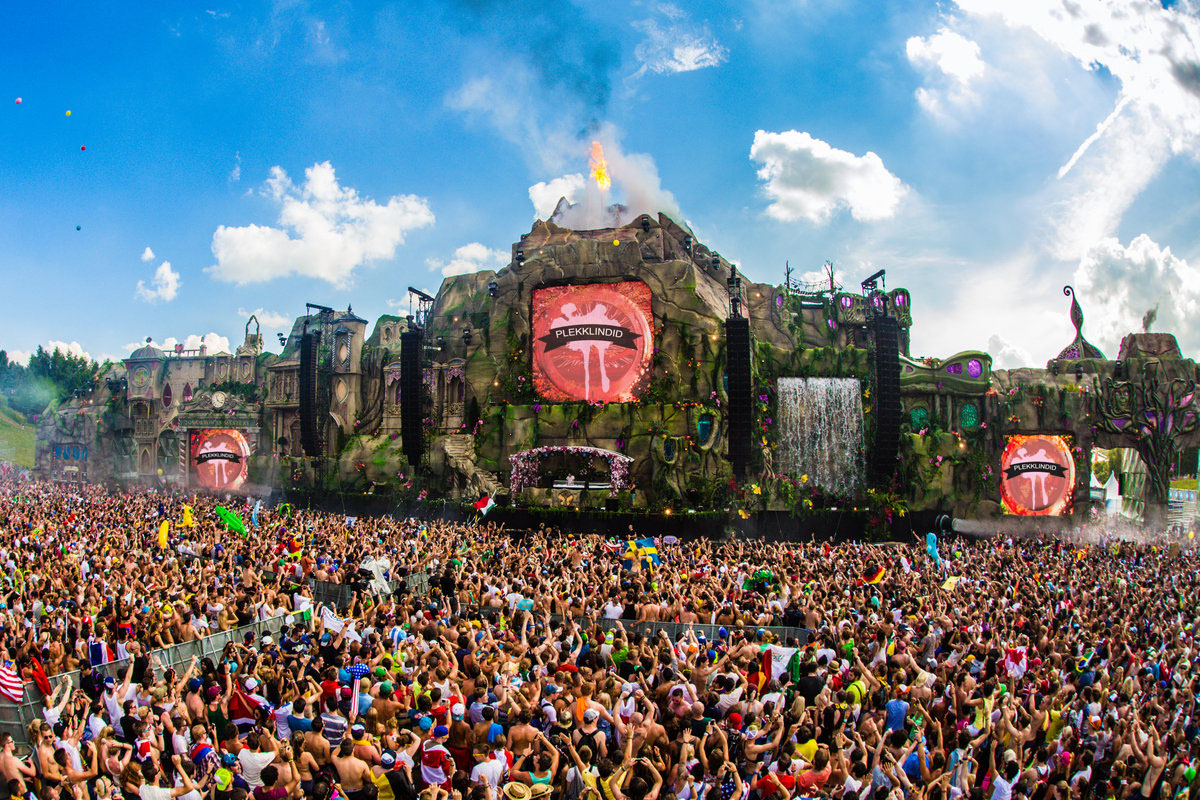
Tomorrowland Mainstage 2013

Dit jaar was de helft van de kaartjes voorbehouden aan Belgen. Binnen twaalf minuten gingen er volgens de organisatie 90.000 stuks de deur uit. De internationale verkoop op 16 februari was binnen één uur uitverkocht.
De organisatoren spraken na afloop van een succesvolle editie. Het grootste probleem was de wateroverlast op zaterdag 27 juli, veroorzaakt door zware regenval.  De politie deed controleacties tegen drugs en arresteerde daarbij dagelijks twintig à dertig personen, waaronder enkele drugsdealers. Er was ook een geval van overdosis.
Ook kondigden Manu & Michiel Beers aan een buitenlandse editie te organiseren. Deze krijgt de naam "TomorrowWorld" en zal doorgaan in de Verenigde Staten, in Atlanta, in de staat Georgia. Van 27 tot 29 september zal deze editie doorgaan op de Chattahoochee Hills in Atlanta.

#### Mainstage
Vrijdag 26 juli
- NO_ID
- Sunnery James & Ryan Marciano
- Nervo
- Arty
- Otto Knows
- Fedde le Grand
- Hardwell
- Sebastian Ingrosso
- Tiësto
- Dimitri Vegas & Like Mike

Zaterdag 27 juli
- Maxim Lany
- Audien
- Thomas Gold
- Zedd
- Sander van Doorn
- Chuckie &  Slash
- Knife Party
- Axwell
- Avicii
- Armin van Buuren

Zondag 28 juli
- Djaxx & Neurotique
- Deniz Koyu
- Joachim Garraud
- Porter Robinson
- Yves V
- Alesso
- Steve Angello
- David Guetta vs.  Afrojack vs.  Nicky Romero
- Steve Aoki

### 2014

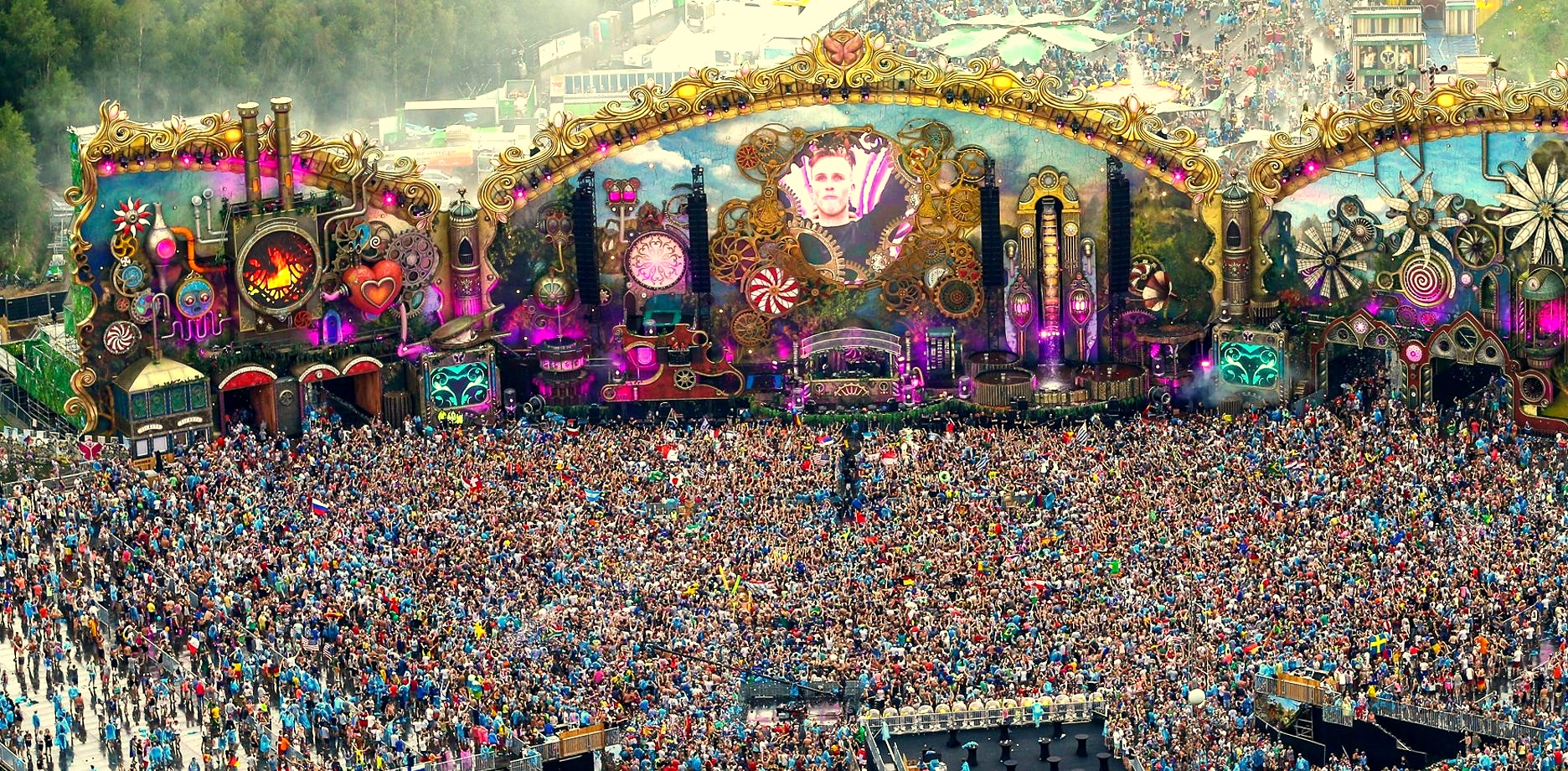
Tomorrowland Mainstage 2014

De tiende editie van Tomorrowland werd over twee weekenden gehouden, namelijk op 18, 19, 20 juli en 25, 26 en 27 juli. De preregistratie startte op 13 januari 2014. Er werd eerst nog gevreesd dat het festival niet zou kunnen doorgaan wegens een vordering van enkele buurtbewoners. Zij vinden dat het festival te veel overlast veroorzaakt in de buurt en eisten een totaalverbod. Een Antwerpse rechter verklaarde deze vordering in kort geding echter ongegrond.

#### Mainstage
Vrijdag 18 juli
- Eric Prydz
- Wolfpack
- Dirty South
- NERVO
- Dada Life
- Yves V
- Skrillex
- Martin Solveig
- Dimitri Vegas & Like Mike
- Armin van Buuren

Zaterdag 19 juli
- Sunnery James & Ryan Marciano
- Deorro
- Dyro
- New World Punx
- Kaskade
- Afrojack
- Netsky
- Alesso
- Hardwell
- Tiësto

Zondag 20 juli
- AN21 & Max Vangeli
- R3hab
- Krewella
- W&W
- Nicky Romero
- Steve Angello
- David Guetta
- Steve Aoki

Vrijdag 25 juli
- Eric Prydz
- Dannic
- NERVO
- Diplo
- Martin Garrix
- Yves V
- Avicii
- Armin van Buuren
- Dimitri Vegas & Like Mike

Zaterdag 26 juli
- Sunnery James & Ryan Marciano
- Carnage
- Chuckie
- Above & Beyond
- Romeo Blanco
- Kaskade
- Netsky
- Alesso
- Hardwell
- Tiësto

Zondag 27 juli
- AN21 & Max Vangeli
- R3hab
- Krewella
- W&W
- Nicky Romero
- Steve Angello
- David Guetta
- Steve Aoki
- 3 Are Legend

### 2015
De elfde editie van Tomorrowland werd gehouden op 24, 25 en 26 juli. Vanaf 2015 is het festival cashless en gebeuren betalingen met Pearls, de munteenheid van Tomorrowland, op het festivalarmbandje.

#### Mainstage

##### Vrijdag 24 juli
- Afrojack
- Oliver Heldens
- Ummet Ozcan
- Dyro
- Romeo Blanco
- W&W
- Nicky Romero
- Alesso
- David Guetta
- Avicii
- Steve Aoki

##### Zaterdag 25 juli
- Martin Solveig
- R3hab
- Deorro
- Dillon Francis
- Yves V
- Martin Garrix
- Armin van Buuren
- Dimitri Vegas & Like Mike
- Axwell Λ Ingrosso

##### Zondag 26 juli
- Markus Schulz
- Arty
- Dannic
- DVBBS
- NERVO vs. Chuckie
- Steve Angello
- Afrojack
- Hardwell
- Tiësto
- 3 Are Legend

### 2016
De twaalfde editie van Tomorrowland werd gehouden op 22, 23 en 24 juli.

#### Mainstage

##### Vrijdag 22 juli
- Fedde le Grand
- Dimitri Vangelis & Wyman
- Otto Knows
- R3hab
- Galantis
- DVBBS
- W&W
- David Guetta
- Armin van Buuren
- Tiësto

##### Zaterdag 23 juli
- Laidback Luke
- Andrew Rayel
- Regi
- Sunnery James & Ryan Marciano
- KSHMR
- The Chainsmokers
- Yves V
- Nicky Romero
- Afrojack
- Dimitri Vegas & Like Mike
- Axwell Λ Ingrosso

##### Zondag 24 juli
- Ferry Corsten
- FTampa
- Dada Life
- Don Diablo
- Oliver Heldens
- Paul Kalkbrenner
- Steve Aoki
- Steve Angello
- Martin Garrix
- Dimitri Vegas & Like Mike
- Alphadogs

### 2017
De dertiende editie van Tomorrowland werd gehouden op 21, 22, 23 juli en 28, 29, 30 juli.

### 2018
De veertiende editie van Tomorrowland werd gehouden op 20, 21, 22 juli en 27, 28, 29 juli. Het thema was ‘The Story of Planaxis’ geïnspireerd door de onderwaterwereld. Main stage was 115 meter breed, 28 meter hoog en versierd met zeepaardjes en zeedieren plus 290m² grote waterbassins.

### 2019

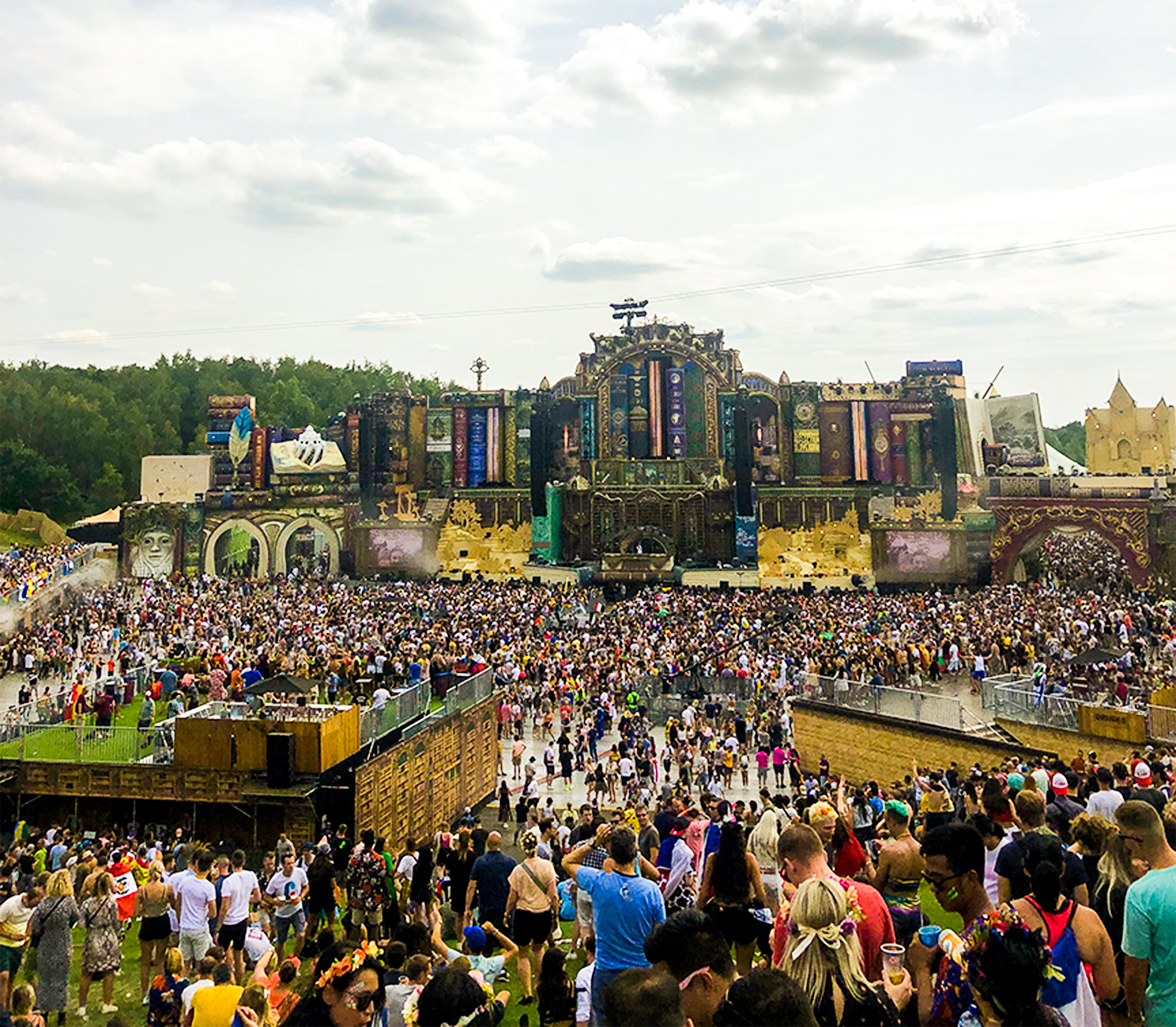
Tomorrowland Mainstage 2019

De 15e editie van Tomorrowland vond plaats op 19 - 22 en van 26 - 28 juli.
Tijdens deze editie werd op 22 juli de Nederlandse actrice Imanuelle Grives gearresteerd vanwege drugsdealen. Ze had verschillende soft- en harddrugs (waaronder MDMA, GHB, cocaïne en ketamine) in haar bezit. Bij een huiszoeking op haar verblijfadres werden nog meer  drugs gevonden en in beslag genomen. In totaal werden er 55 personen opgepakt voor drugsdealen. Ook viel er een dode op het festival.

### 2020
De editie van 2020 werd geannuleerd naar aanleiding van de Coronapandemie, al was er wel een online festival.

### 2021
De organisatie maakte aanstalten om het festival in 2021 opnieuw te organiseren. De bijhorende vergunningsaanvraag werd afgekeurd op 17 juni 2021 door de betrokken gemeentes. Op 23 juni besliste de organisator dan zelf om het festival in 2021 niet te organiseren.

Tomorrowland Mainstage 2022

### 2022
Na twee jaar zonder festival, met uitzondering van de digitale evenementen, ging Tomorrowland dit jaar opnieuw door. Het thema was 'The Reflection of Love'. Ditmaal waren het uitzonderlijk drie weekends om de financiën na 2 overgeslagen edities goed te maken. Er waren 600.000 festivalgangers, wat het grootste afgesloten muziekfestival ter wereld maakt.  Het eerste weekend begon op vrijdag 15 juli 2022. Het tweede weekend startte op 22 juli 2022 en het laatste weekend liep van 29 juli 2022. Op 31 juli 2022 eindigde het festival. Het hoofdpodium in de vorm van een ruimteschip werd in het Tomorrowland atelier volledig gemaakt met hergebruikt materiaal. Er waren 200 nationaliteiten aanwezig, tickets waren binnen 40 minuten uitverkocht. 

### 2023
In 2023 waren het terug twee weekends, van 21 tot 23 en 28 tot 30 juli. De line-up werd in januari bekendgemaakt, er hebben meer dan 600 dj’s opgetreden op 14 verschillende podia. De 200.000 tickets voor Belgische bezoekers en buurtbewoners waren snel uitverkocht. In totaal waren er 400.000 bezoekers, waarvan een 40.000-tal uit het buitenland en van 133 verschillende nationaliteiten. Het thema was Adscendo. Het hoofdpodium was een sprookjeskasteel van 43 meter hoog en 160 meter breed met een gigantische adelaar, een videomuur van 740 vierkante meter en fonteinen.. Tijdens de editie van 2023 overleden twee bezoekers.

### 2024
In 2024 waren het wederom de twee laatste weekends van juli die ingenomen werden door het festival. Het thema was dit jaar opnieuw ‘Life’. Opnieuw werd een boek uitgebracht, in verschillende talen, om het verhaal achter de Mainstage van dat jaar kleur en achtergrond te geven. De grootste afwezigen dit jaar zijn Martin Garrix en Charlotte de Witte. In het voorjaar liep er een expo in de Schorre te Boom over de geschiedenis van Tomorrowland.  Over welke vlaggen toegelaten zijn in De Schorre, deed overigens foutieve informatie de ronde. Een nieuwsmedium berichtte dat Palestijnse vlaggen zouden worden geweerd omdat het land niet erkend is door de VN. Ook lgbtqia+-vlaggen waren naar verluidt uit den boze, al drukte woordvoerder Debby Wilmsen dat gerucht de kop in. ‘Het krioelt hier van dat soort vlaggen’, zei ze. Enkel voetbalvlaggen zijn uit den boze, omdat de rivaliteit tussen supporters voor wrevel kan zorgen.  
Op DreamVille en in de vipruimte liep dit jaar een experiment met ‘slimme herbruikbare bekers’ met een ingebouwde chip. Je kon zo’n beker in een ‘slimme vuilnisbak’ deponeren, waardoor de waarborg meteen op je polsbandje werd gestort. 

### 2025
Het festival vindt plaats van 18 tot 20 en 25 tot 27 juli. Het thema was Orbyz, een zogenaamd magisch universum gevormd uit ijs. Op 16 juli, twee dagen voor de start van Tomorrowland, brak een grote brand uit op het hoofdpodium dat hierdoor binnen een uur volledig afbrandde. Er waren een duizendtal medewerkers op de site, maar er vielen geen slachtoffers. De oorzaak wordt nog onderzocht door branddeskundigen.
De volgende dag werd op een persconferentie aangekondigd dat het festival toch kon doorgaan, met toestemming van de veiligheidsdiensten. Camping Dreamville zou sowieso geopend worden. Op een dag en nacht tijd werd door honderden medewerkers de vernietigde Mainstage deels afgebroken en een nieuw, kleiner hoofdpodium opgebouwd, zodat het festival op 18 juli, mits een aanpassing in het tijdschema van start kon gaan. Het thema Orbyz werd hierbij veranderd naar Unite naar de verenigde krachten die het nieuwe podium bouwden. Het gebruikelijke grote vuurwerk aan het hoofdpodium werd tijdens het eerste weekend niet afgestoken. Naast de Mainstage waren er nog 14 andere podia: Freedom, The Great Library, Atmosphere, Core, The Rose Garden, Crystal Garden, Elixir, Planaxis, Melodia, House of Fortune, Rise, Moosebar, Cage en The Rave Cave. Deze waren niet aangetast door de brand.
Normaal blijft het hoofdpodium, waar twee jaar aan gewerkt werd, geheim gehouden tot de opening. Na het festival zou het verscheept worden naar Brazilië voor Tomorrowland Brasil. Dit jaar was het 45 meter hoog en 160 meter breed.
Voor het eerst sinds het verbod op wegwerpbekers worden herbruikbare bekers, uitgerust met RFID-chip gebruikt.
Een 35-jarige Canadese festivalgangster werd onwel en overleed later in het ziekenhuis. Het parket sprak van ernstige aanwijzingen van een druggerelateerd overlijden.

## Edities
| Jaar | Bezoekersaantal | Datum                                               | Headliners | Thema                           |
| ---- | --------------- | --------------------------------------------------- | --- | ------------------------------- |
| 2025 | 400.000         | 18, 19, 20 juli en 25, 26, 27 juli                  | Martin Garrix, Dimitri Vegas & Like Mike, Charlotte de Witte, David Guetta, Armin van Buuren, Hardwell, Netsky, Amelie Lens | Orbyz                           |
| 2024 | 400.000         | 19, 20, 21 juli en 26, 27, 28 juli                  | Afrojack, Amber Broos, Armin van Buuren, David Guetta, Dimitri Vegas & Like Mike, Hardwell, John Newman, Lost Frequencies, Steve Aoki, Swedish House Mafia, Tiësto, Timmy Trumpet, Used, Vini Vici                                                        | Life                            |
| 2023 | 400.000         | 21, 22, 23 juli en 28, 29, 30 juli                  | Afrojack, Armin van Buuren, Alesso, Dimitri Vegas & Like Mike, Eric Prydz, Hardwell, Lost Frequencies, Martin Garrix, Paul Kalkbrenner, Reinier Zonneveld, Steve Aoki, Tale of Us, Tiësto, Timmy Trumpet, W&W (duo)                                       | Adscendo                        |
| 2022 | 600.000         | 15, 16, 17 juli - 22, 23, 24 juli - 29, 30, 31 juli | Afrojack, Alok, Armin van Buuren, Alesso, Charlotte de Witte, Dimitri Vegas & Like Mike, Eric Prydz, Hardwell, Lost Frequencies, Marshmello, Martin Garrix, Paul Kalkbrenner, Reinier Zonneveld, Steve Aoki, Tale of Us, Tiësto, Timmy Trumpet, W&W (duo) | The Reflection of Love          |
| 2020 | 0               | 17, 18, 19 juli en 24, 25, 26 juli                  | Uitgesteld tot 2022 wegens de coronapandemie | The Reflection of Love          |
| 2019 | 400.000         | 19, 20, 21 juli en 26, 27, 28 juli                  | Alphadogs, The Chainsmokers, Afrojack, Axwell Λ Ingrosso, Armin van Buuren, Alesso, David Guetta, Dimitri Vegas & Like Mike , Oliver Heldens, Steve Aoki, Deadmau5, Tiësto, W&W, Martin Garrix                                                            | The Book of Wisdom - The Return |
| 2018 | 400.000         | 20, 21, 22 juli en 27, 28, 29 juli                  | Afrojack, Axwell Λ Ingrosso, Armin van Buuren, Alesso, David Guetta, Dimitri Vegas & Like Mike , Steve Aoki, Tiësto, W&W, Martin Garrix | The Story of Planaxis           |
| 2017 | 400.000         | 21, 22, 23 juli en 28, 29, 30 juli                  | Afrojack, Axwell Λ Ingrosso, Armin van Buuren, Alesso, David Guetta, Dimitri Vegas & Like Mike , Steve Aoki, Tiësto, W&W, Martin Garrix | Amicorum Spectaculum            |
| 2016 | 180.000         | 22, 23, 24 juli                                     | The Chainsmokers, Afrojack, Axwell Λ Ingrosso, Armin van Buuren, Alesso, David Guetta, Dimitri Vegas & Like Mike , Oliver Heldens, Steve Aoki, Deadmau5, Tiësto, W&W, Martin Garrix                                                                       | The Elixir of Life              |
| 2015 | 180.000         | 24, 25, 26 juli                                     | 3 Are Legend, Afrojack, Axwell Λ Ingrosso, Armin van Buuren, Alesso, David Guetta, Dimitri Vegas & Like Mike, Hardwell, Oliver Heldens, Steve Aoki, The Symphony Of Unity, Tiësto, W&W                                                                    | The Secret Kingdom of Melodia   |
| 2014 | 360.000         | 18, 19, 20 juli en 25, 26, 27 juli                  | Afrojack, Armin van Buuren, Avicii, David Guetta, Dimitri Vegas & Like Mike, Hardwell, Martin Solveig, Steve Aoki, Tiësto | The Key to Happiness            |
| 2013 | 180.000         | 26, 27, 28 juli                                     | Axwell, Tiësto, Armin van Buuren, Hardwell, Afrojack, David Guetta, Avicii, Steve Aoki, Nicky Romero, Sebastian Ingrosso | The Arising of Life             |
| 2012 | 180.000         | 27, 28, 29 juli                                     | David Guetta, Steve Aoki, Swedish House Mafia, Avicii, Afrojack, Above & Beyond, Wildstylez, Hardwell | The Book of Wisdom              |
| 2011 | 180.000         | 22, 23, 24 juli                                     | Faithless, 2 Many DJs, David Guetta, Swedish House Mafia, DJ Tiësto, Avicii, Paul van Dyk | The Tree of Life                |
| 2010 | 120.000         | 24, 25 juli                                         | David Guetta, Swedish House Mafia, DJ Chuckie, Armin van Buuren, Dada Life, Roger Sanchez | Zon                             |
| 2009 | 90.000          | 25, 26 juli                                         | Push, Natural Born Deejays, Sash!, Moby, Felix da Housecat, David Guetta, Paul van Dyk | Masker                          |
| 2008 | ca. 50.000      | 26, 27 juli                                         | Carl Cox, David Guetta, Dr. Lektroluv, Yves V, Armin van Buuren, Felix da Housecat |                                 |
| 2007 | ca. 50.000      | 28, 29 juli                                         | Magnus, Marco Bailey, Shameboy, Jan Van Biesen, Roger Sanchez, David Guetta, Headhunterz |                                 |
| 2006 | 15.000          | 30 juli                                             | Armin van Buuren, David Guetta, Mark Norman, Fred Baker, Zany, Ruthless, Marco Bailey |                                 |
| 2005 | 9.000           | 14 augustus                                         | Push, Armin van Buuren, Mark Norman, Yves Deruyter, Technoboy, Coone |                                 |

## Internationale edities

### TomorrowWorld
In 2013 was de eerste editie van TomorrowWorld in Chattahoochee Hills, Georgia. De laatste editie was in 2015.

### Tomorrowland Brasil
In 2015 was de eerste editie van Tomorrowland Brasil. Deze vond plaats in Itu, São Paulo op 17, 18 en 19 mei. De laatste editie in 2016. Tomorrowland heeft aangekondigd dat van 12 - 14 oktober 2023 de derde editie van Tomorrowland Brasil zal plaatsvinden. Omdat de vrijdag dermate veel regen en onweer had werd de zaterdag geannuleerd. Desalniettemin komt Tomorrowland Brazilië in oktober 2024 terug met een nieuwe editie. Bij deze editie zullen miljoenen worden geïnvesteerd in de infrastructuur, die tijdens de editie van 2023 gebreken vertoonde.

### Tomorrowland Winter
In 2019 vond de eerste editie van Tomorrowland Winter plaats in Alpe d'Huez van 9 maart tot 16 maart. De editie in 2020 werd, op last van de Franse regering, afgelast door de dreiging van het coronavirus. Van 19 tot 26 maart 2022 vond op dezelfde locatie de tweede editie plaats voor 18.000 festivalgangers. In 2023 vond de uitverkochte derde editie plaats van 18 tot 25 maart. In 2024 vond de vierde editie plaats van 16 t/m 23 maart. Het festival vond voor de vijfde keer plaats van 15 tot 22 maart 2025. Er waren meer dan 22.000 bezoekers en optredens van 150 artiesten op 7 podia.  

## Digitale edities
In 2020 en 2021 ontwikkelde het festival een digitale editie om tijdens de Coronapandemie toch aanwezig te zijn. Op deze manier konden mensen het festival in deze jaren thuis beleven.

### Tomorrowland Around The World 2020
De organisatie produceerde meer dan 60 DJ sets volledig digitaal en bracht deze op het virtuele eiland Pāpiliōnem. Het thema van deze editie was "The Reflection Of Love", en was geïnspireerd op het thema dat ook voorzien was voor het "echte" festival dit jaar.

### Tomorrowland New Years Eve
Het Around The World concept werd herhaald op oudjaar 2020 met een gesynchoniseerd aftelmoment over alle tijdszones. Dit virtueel event vond plaats in de digitale evenementenlocatie Naoz, in plaats van het virtuele eiland Pāpiliōnem.

### Tomorrowland Around The World 2021
In 2021 ging het online festival terug naar het virtuele eiland Pāpiliōnem. Het thema van deze editie was "Amicorum Spectaculum, Chapter II", geïnspireerd op het gelijknamige circus-thema van Tomorrowland 2017.

## Muziek
In 2011, 2013 en 2014 is er een anthem uitgebracht voor Tomorrowland Belgium.
- 2011: Afrojack, Dimitri Vegas, Like Mike and NERVO - The Way We See The World (Tomorrowland 2011 Anthem)
- 2013: Dimitri Vegas & Like Mike - CHATTAHOOCHEE (Tomorrowland 2013 Anthem)
- 2014: Dimitri Vegas & Like Mike vs W&W - Waves (Tomorrowland 2014 Anthem)

### Tomorrowland Hymne
Speciaal voor de tiende verjaardag maakte de filmcomponist Hans Zimmer de officiële "Tomorrowland Hymne" die sinds 2014 op vele jaaredities te horen is. Sinds 2019 heeft elke editie een ander muziekstuk voor de eindshow

## Incidenten
- Op 27 september 2015 kon wegens het slechte weer de derde festivaldag van TomorrowWorld in Atlanta te Verenigde Staten enkel doorgaan voor festivalgangers die op de lokale camping verbleven.[30]
- Op 29 juli 2017 brandde het hoofdpodium van Tomorrowland in Barcelona volledig af door een technisch defect, waardoor 22.000 festivalgangers geëvacueerd moesten worden.[31]
- Tijdens het festival in 2023 overleden twee personen, een medewerker en bezoeker.[32]
- Op 12 oktober 2023 zorgde een zware regenval op Tomorrowland Brasil ervoor dat de tweede festivaldag niet kon doorgaan.[33]
- Op 16 juli 2025 brandde het hoofdpodium in België volledig af. Het evenement kon twee dagen later desondanks doorgaan.
- Drie dagen later, op 19 juli 2025 overleed een vrouw nadat ze onwel werd op het festival.[34]
- Op verscheidene edities overleden festivalgangers door overmatig drugsgebruik.[35]